# Zgoda (Żychlin)
Pour les articles homonymes, voir Zgoda (homonymie).
Zgoda (prononciation [ˈzɡɔda) est un village de la gmina de Żychlin, du powiat de Kutno, dans la voïvodie de Łódź, situé dans le centre de la Pologne.
Il se situe à environ 4 kilomètres au sud-est de Żychlin (siège de la gmina), 21 kilomètres à l'est de Kutno (siège du powiat) et 51 kilomètres au nord de Łódź (capitale de la voïvodie).

## Administration
De 1975 à 1998, le village était attaché administrativement à l'ancienne voïvodie de Płock.

Depuis 1999, il fait partie de la nouvelle voïvodie de Łódź.